# Orimarga (Orimarga) plumbeithorax
Orimarga (Orimarga) plumbeithorax is een tweevleugelige uit de familie steltmuggen (Limoniidae). De soort komt voor in het Afrotropisch gebied.